# Raymond Priestley
Raymond Edward Priestley (Tewkesbury, 20 luglio 1886 – Cheltenham, 24 giugno 1972) è stato un geologo, geografo ed esploratore britannico.
Sotto il comando di Ernest Shackleton prende parte alla spedizione Nimrod del 1907-1909 in Antartide. Nel 1910 si unisce alla spedizione Terra Nova di Robert Falcon Scott sempre in Antartide dove prende parte al Northern Party sotto il comando di Victor Campbell.
Insignito della Military Cross per il suo servizio della prima guerra mondiale, insieme a Frank Debenham cofonda lo Scott Polar Research Institute.
Dopo aver ricoperto importanti incarichi alle università di Melbourne e Birmingham diventa presidente della Royal Geographical Society dal 1961 al 1963.